# Bernhard von Langenbeck
Pour les articles homonymes, voir Langenbeck.
Bernhard Rudolf Konrad von Langenbeck, né à Padingbüttel le 9 novembre 1810 et mort à Wiesbaden le 29 septembre 1887, est un chirurgien allemand, connu pour être le père de l’amputation de Langenbeck et le fondateur des Archives de Chirurgie de Langenbeck.

## Formation
Von Langenbeck reçut une formation médicale à Göttingen, où il obtint son doctorat en 1835 avec une thèse traitant de la structure de la rétine. Après un passage en France et en Angleterre, il revint à Göttingen occuper la fonction de Privatdozent, et en 1842, il devint professeur en chirurgie et directeur de l’hôpital Friedrich à Kiel.
Six ans plus tard, il succéda à Johann Friedrich Dieffenbach comme directeur de l’institut clinique pour la chirurgie et l’ophtalmologie à la Charité de Berlin, et y resta jusqu’en 1882, forcé de se retirer du fait de sa santé fragile. Il mourut à Wiesbaden en septembre 1887.

## Activités chirurgicales
Langenbeck était un chirurgien qui privilégiait d’autres moyens que l’opération tant que cela permettait la guérison. Il se spécialisa dans la chirurgie militaire et devint une autorité du traitement des blessures par arme à feu. Il servit comme chirurgien général au champ de bataille au sein de l’armée dans la guerre avec le Danemark en 1848, et fut également actif en 1864, 1866 et aussi lors de la Guerre franco-prussienne de 1870. Il fut anobli pour ses services lors de la guerre de 1864 contre le Danemark.

## Famille
Langenbeck se marie le 8 avril 1840 à Himmelpforten avec Arnoldine Reinbold (née le 9 juillet 1817 à Hanovre et morte le 4 décembre 1886 à Wiesbaden). Deux fils et trois filles sont nés de ce mariage :
- Arnold Georg Eduard (1841-1916), général prussien de cavalerie.
- Anna (née en 1843)
- Karl Friedrich Julius (1846-1870), tué comme lieutenant-secrétaire prussien dans le bataillon de tirailleurs de la Garde (de) à Rezonville
- Helene (1848-1907) mariée avec Arnold von Roon (1840-1906), général d'infanterie prussien[1]
- Elisabeth (1850-1917) mariée en 1874 avec Hans Georg von Plessen (1841-1929), maréchal général prussien.

La sépulture familiale, identifiée comme tombe d'honneur de la ville de Berlin, se trouve dans l'ancien cimetière Saint-Matthieu de Berlin.